# إيياما (ناغانو)
مدينة لياما (باليابانية:飯山市) هي أحد المدن التابعة لمحافظة ناغانو. تأسست رسميًا في 01/08/1954. ويقدر عدد سكانها بـ 24155 نسمة حسب تقدير مكتب الإحصاء الياباني لعام 2012. تبلغ مساحة لياما 202.32 كم2. بكثافة سكانية تبلغ 119 نسمة/كم2.